# 영월 김씨
영월 김씨(寧越金氏)는 강원특별자치도 영월군을 본관으로 하는 한국의 성씨이다.
시조 김여생(金麗生)은 선산 김씨 시조 김추(金錘)의 8세손으로, 고려의 전옥서봉사(典獄署奉事)를 지내던 중 영월로 유배되어 그곳에 거주했다고 한다.

## 참고 자료
- “영월김씨(寧越金氏)”. 뿌리를 찾아서.[깨진 링크(과거 내용 찾기)]